# Bath (Pennsilvània)
Bath és un borough (entitat municipal de govern) situat al comtat de Northampton a l'estat nord-americà de Pennsilvània. L'any 2000 tenia 2.678 habitants i una densitat de població de 1.143,1 persones per km².

## Geografia
Bath està situat en les coordenades 40° 43′ 36″ N, 75° 23′ 25″ O / 40.72667°N,75.39028°O.

## Demografia
Segons l'Oficina del Cens, l'any 2000, els ingressos mitjans per llar en aquesta localitat eren de 40,825 dòlars i els ingressos mitjans per família eren de 52,300 dòlars. Els homes tenien uns ingressos mitjans de 37,039 dòlars i 26,053 dòlars les dones. La renda per capita de la localitat era de 18,724 dòlars. Al voltant del 7.9 % de la població estava per sota del llindar de pobresa.